# Cornelis Norbertus Gysbrechts
Cornelis Norbertus Gysbrechts, o altre varianti: Cornelius, Gijsbrechts, Gyffoths, Geysbrechts d' Anversa etc. (Anversa, 1630 circa – dopo il 1675), è stato un pittore fiammingo della seconda metà del XVII secolo, autore di nature morte e trompe l'œil.

## Biografia

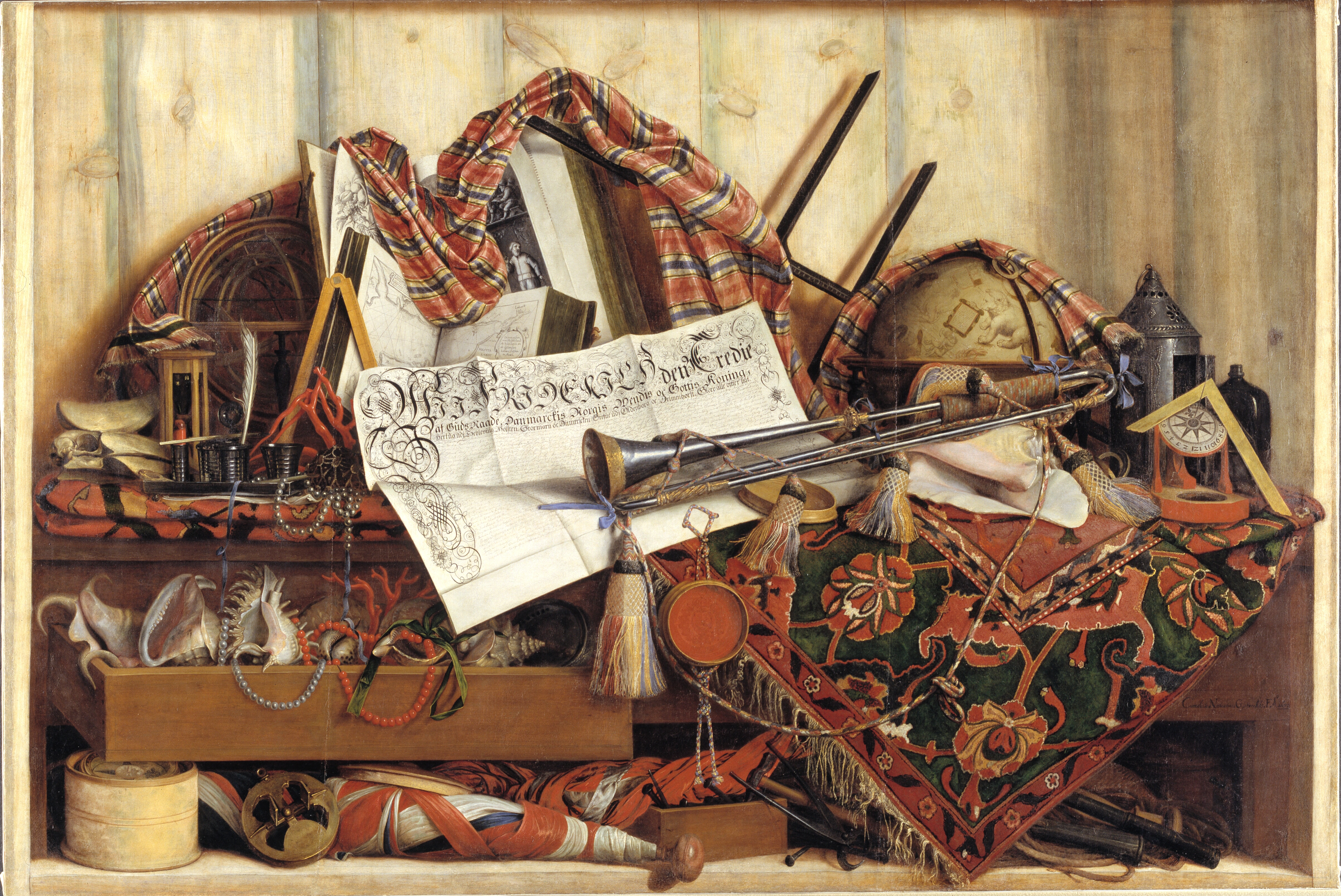
Trompe l'œil

Le notizie sulla vita di questo pittore sono scarse. Nacque ad Anversa, dove nel 1659-1660 divenne membro della Corporazione di San Luca. La sua prima opera conosciuta porta la data del 1657. Nel 1664 è menzionato nel diario di Balthasar de Monconys, allora residente a Ratisbona; Gijsbrechts gli offrì in vendita due dipinti e Monconys acquistò un trompe-l'œil.
Dal 1665-1668 Gijsbrechts fu ad Amburgo e dal 1668 circa al 1672 fu al servizio della corte di Copenaghen come pittore; la maggior parte delle sue opere si trova oggi in Danimarca. Nel 1675 lavorò forse a Bruges, come indicherebbe la scritta su un quadro di quel periodo e in cui si dichiara che "Monsieur Gijsbrechts" è a Bruges.
Morì probabilmente nel 1675 o poco dopo. In precedenza si ritenne che fosse morto dopo il 1684 (Willigen/Meijer 2003), ma tale errore fu causato dalla inesatta lettura della data, 1684 invece che 1664, apposta su un dipinto venduto ad un'asta nel 1965. Gysbrechts era solito firmare i propri quadri con la sigla "CND".

## Stile
Il repertorio di Gijsbrechts è incentrato sul tema della «vanitas», molto diffuso nel Seicento, soprattutto in Olanda. Spesso nelle sue composizioni è presente un telo che nasconde in parte gli oggetti raffigurati: carte, lettere, giornali, spartiti, strumenti, teschi, fiori, ... Le sue opere sono difficili da distinguere da quelle di un altro pittore fiammingo e contemporaneo, Franciscus Gysbrechts, con cui è stato in precedenza confuso.

## Galleria d'immagini

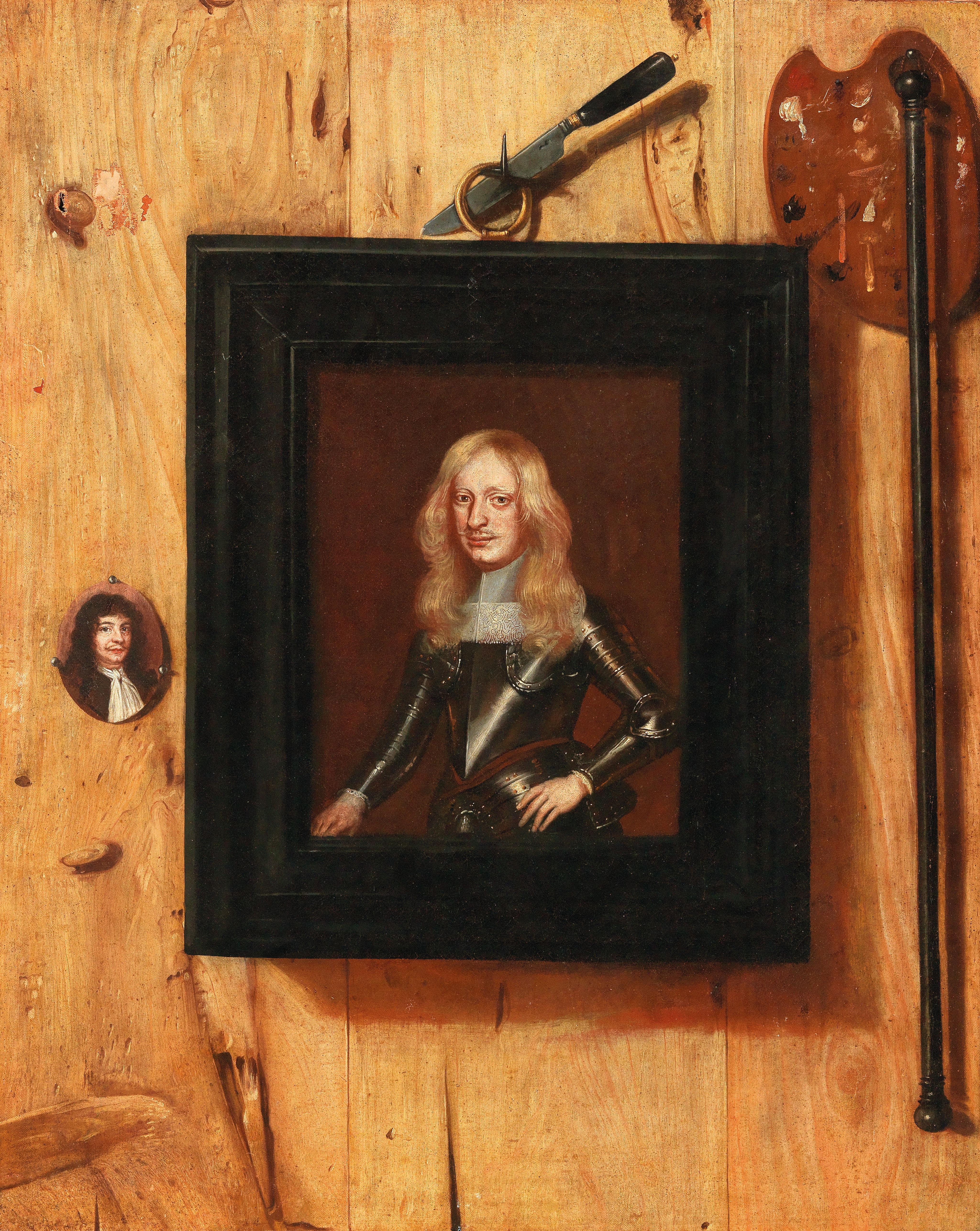
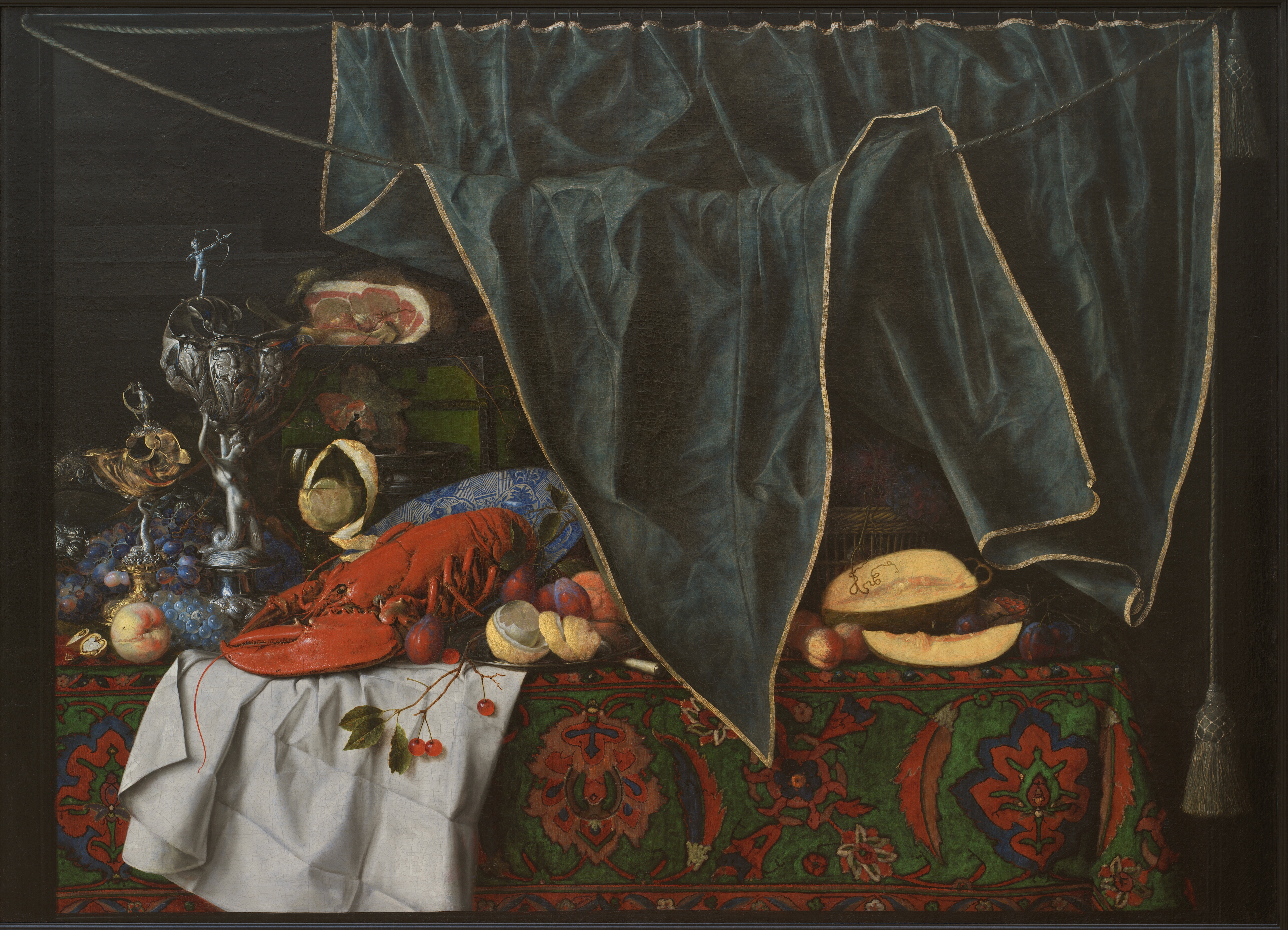
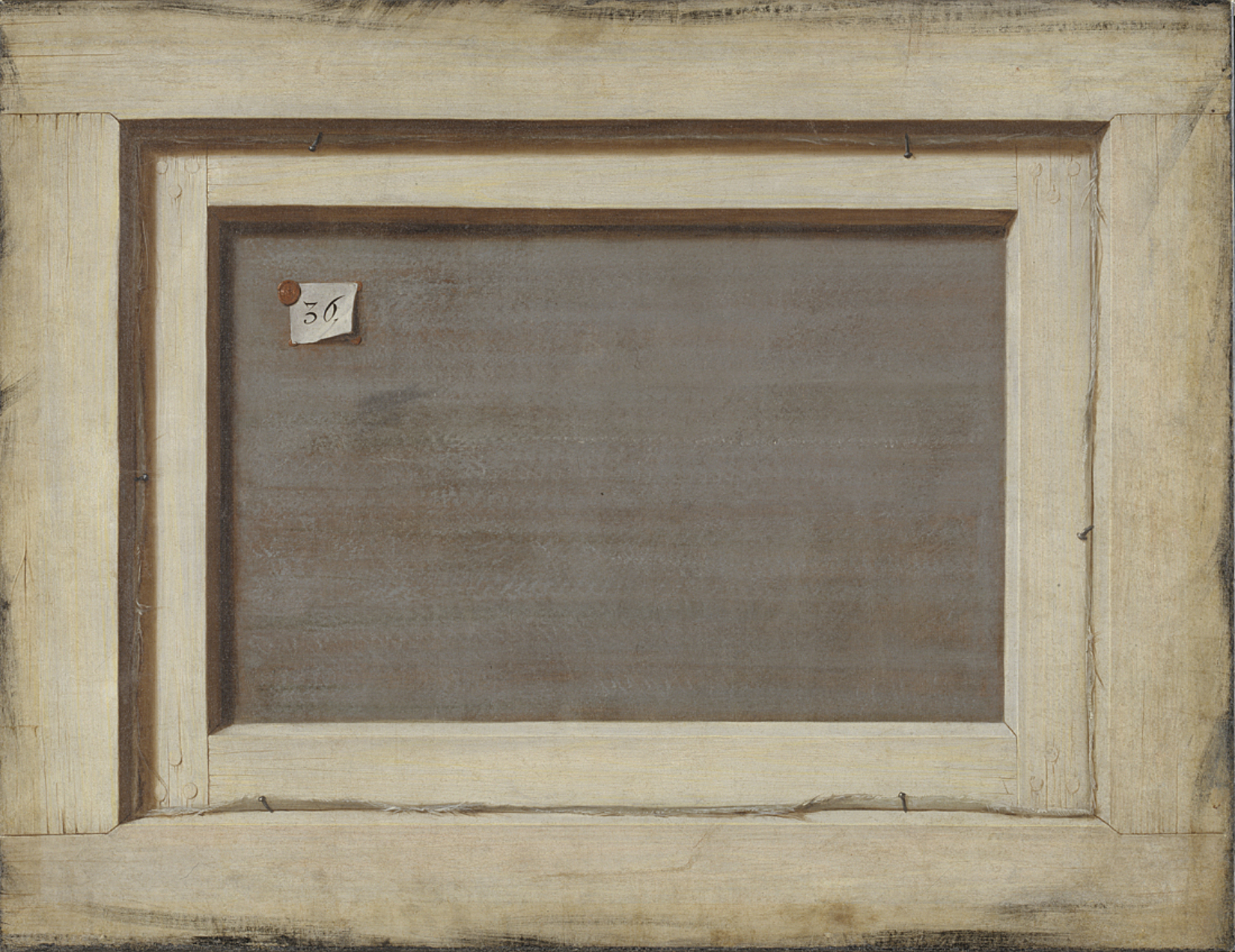
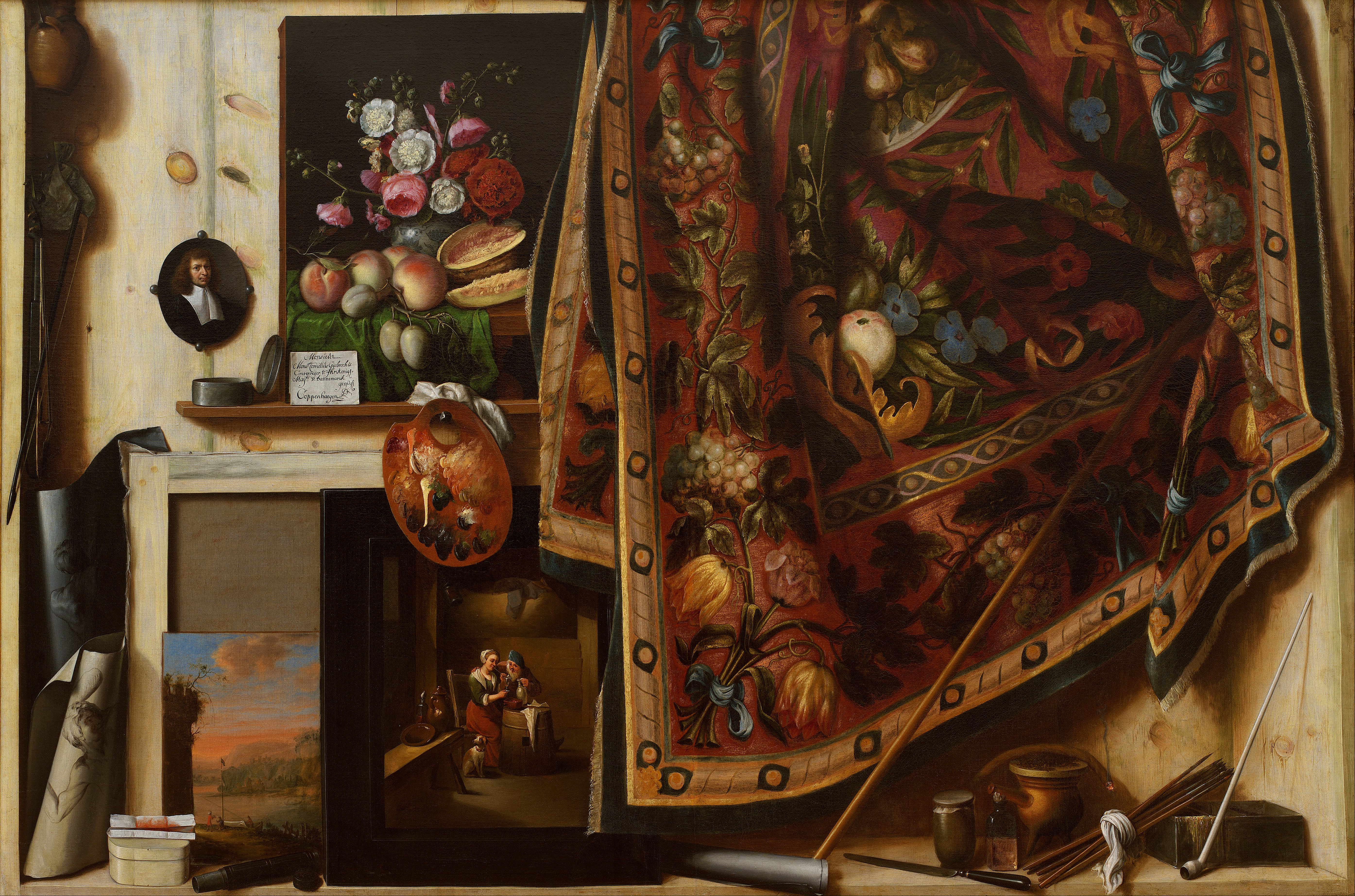
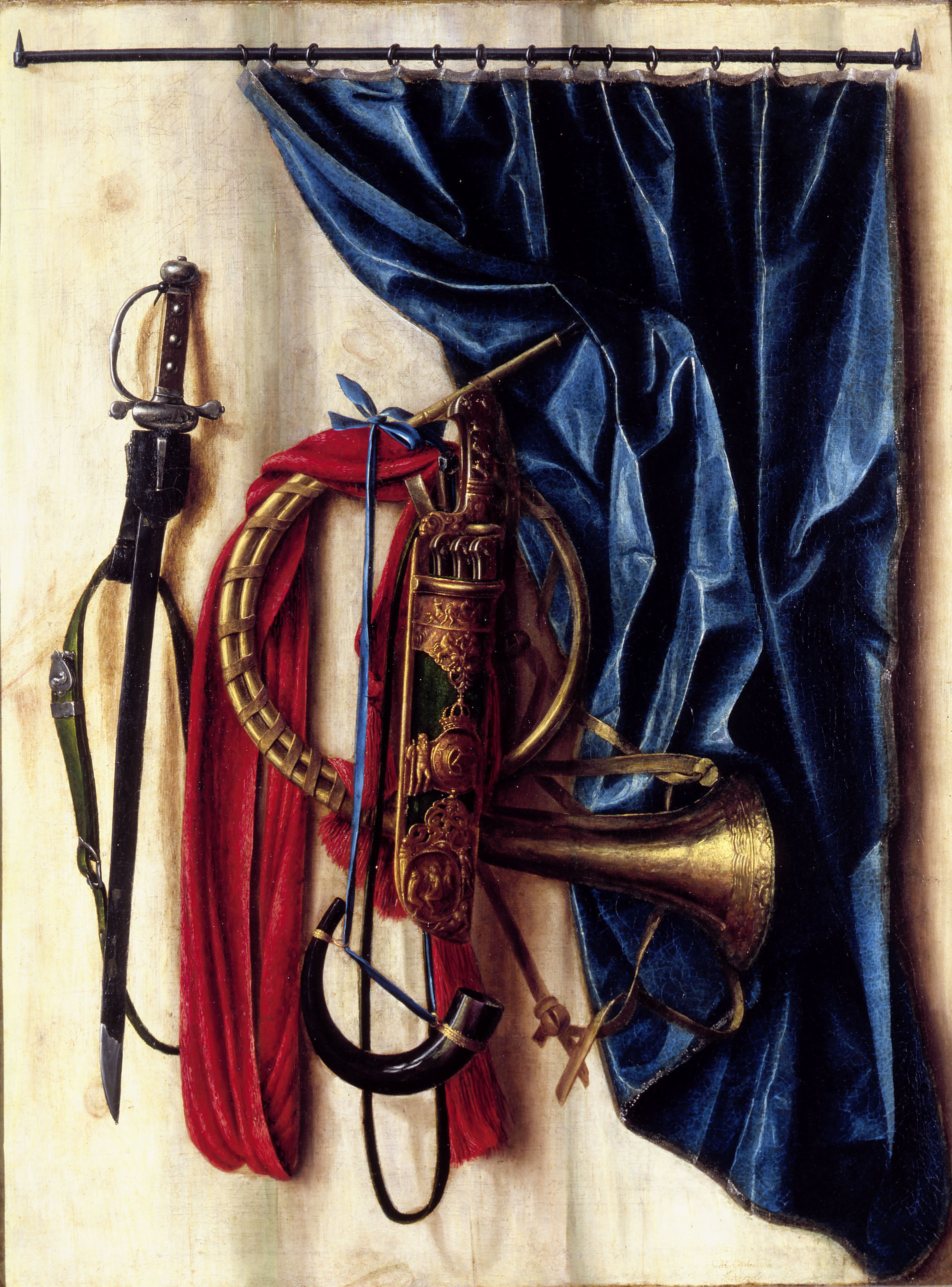